# Ricardo Kotscho
Ricardo Kotscho GOMM (São Paulo, 16 de março de 1948) é um escritor e jornalista brasileiro. Foi secretário de Imprensa e Divulgação da Presidência da República durante o governo Lula.

## Infância e carreira
Ricardo é filho de imigrantes do leste europeu, nascido em 16 de março de 1948. Seu primeiro idioma foi o alemão; só veio a aprender o português aos sete anos de idade, mas tinha dificuldade com o idioma. Foi aí que tomou gosto pela escrita, uma vez que acreditava se expressar melhor escrevendo do que falando.
Seu gosto pela escrita e também o fato de ter tido um avô jornalista que morreu durante a Segunda Guerra Mundial foram fatores que o fizeram ganhar interesse pelo jornalismo.
Após trabalhar numa banca de jornais, onde lia várias publicações, entrou no jornalismo aos 16 anos no jornal de bairro Folha Santamarense. Depois, passou pelas redações dos jornais O Estado de S. Paulo, Folha de S.Paulo, Jornal do Brasil (pelo qual virou correspondente na Alemanha de modo a fugir da repressão), das revistas IstoÉ, Época e, na televisão, pela Rede Globo, CNT, SBT e Rede Bandeirantes. Foi comentarista do Jornal da Record News e hoje é repórter especial da Brasileiros.
Durante o governo Figueiredo, no início da década de 1980, quando era correspondente do Jornal do Brasil na Alemanha Ocidental, foi condenado pelo II Tribunal de Alçada do Rio de Janeiro a um ano e quatro meses de prisão, com sursis, por ter publicado uma entrevista na qual um juiz era apontado como o amigo influente do pai de um traficante de drogas. Kotscho comprovou que a citação era baseada em declaração original do entrevistado ao jornal suíço Neue Zürcher Zeitung. Ainda assim foi condenado, em ação proposta por aquele magistrado.
Recebeu por quatro vezes o Prêmio Esso de Jornalismo — o mais importante da categoria, no Brasil — e é autor de vários livros.

### Casa Civil
Foi convidado pelo então candidato Luiz Inácio Lula da Silva a integrar seu governo em caso de vitória nas eleições de 2002. Em janeiro de 2003, foi nomeado por Lula secretário de Imprensa e Divulgação da Presidência da República sob os auspícios do ministro José Dirceu. Em julho do ano seguinte, foi admitido pelo presidente Lula à Ordem do Mérito Militar já no grau de Grande-Oficial especial. Em novembro de 2004, foi exonerado do cargo, sendo substituído por Fábio José Kerche Nunes.

## Vida pessoal
É casado com a socióloga Mara Kotscho; é pai de duas filhas, a jornalista Mariana Kotscho e a cineasta Carolina Kotscho; e é avô de cinco netos: Laura, João, Isabel, André e Olga.

## Obras
- A greve no ABC (1980)[10]
- O Massacre dos Posseiros (Brasiliense, 1981)[10]
- Serra Pelada: uma ferida aberta na selva (Brasiliense, 1984)[10]
- Explode um novo Brasil — Diário da campanha das Diretas (Brasiliense, 1984);[10]
- Deixa comigo: uma aventura em Serra Pelada (1986)[10]
- Essa escola chamada vida (com Paulo Freire e Frei Betto; 1986)[10]
- A prática da reportagem (Ática, 1987);[10]
- Sem medo de ser feliz: a campanha de Lula (1990)[10]
- Cuba que linda es Cuba (1990)[10]
- A aventura da reportagem (com Gilberto Dimenstein, 1990)[10]
- Nas asas do destino (Ática, 1995)
- Do golpe ao Planalto: uma vida de repórter (Companhia das Letras).